# Cavetown (Maryland)
Cavetown est une census-designated place située dans le comté de Washington, dans l’État du Maryland, aux États-Unis. Lors du recensement de 2020, elle comptait 1 446 habitants.